# Dalla testa ai piedi
Pour plus de détails, voir Fiche technique et Distribution.
Dalla testa ai piedi (« De la tête aux pieds ») est un documentaire italien réalisé par Simone Cangelosi, sorti en 2007.

## Synopsis
Dalla testa ai piedi est un documentaire expérimental sur la recherche de l'identité de genre du protagoniste. Le film témoigne du passage de femme à l'homme que le réalisateur a vécu entre la fin des années 90 et 2005. Simone Cangelosi commence à travailler sur le projet en 1998 en le pensant comme une sorte de journal visuel qui suit sa propre transformation pas à pas, physique et psychologique.

## Sortie
Le film a été présenté à 43e Mostra internazionale del Nuovo Cinema di Pesaro.